# EL-20
La EL-20 est voie express encore en construction qui entoure Elche par le sud en desservant les différentes zones du centre urbain.
D'une longueur de 10 km, elle relie l'A-7/AP-7 (nord-est) à l'intersection avec la CV-84 (Elche - Aspe) et la  EL-78 (Elche - Crevillente) à l'ouest de la ville.
Elle sera composée de plusieurs échangeurs qui desservent le centre-ville.
Actuellement seule la section faisant office de rocade-est est en service de l'A-7 à la N-340.

## Tracé
- Elle prolonge l'AP-7 qui contourne l'agglomération d'Alicante par le nord à partir du croisement avec l'A-7.
- Elle dessert la partie est de la ville avant de croiser l'A-79 (Elche - Alicante).
- Elle s'arrête provisoirement à la jonction avec la N-340 à l'est de la ville le temps de la construction des autres sections.
- Elle va contourner le centre urbain par le sud avant d'atterrir au croisement avec la CV-84 à destination de Aspe et la future EL-78 à destination de Crevillente.

## Sorties
| Numéro de la sortie | Nom de la sortie                                                                                     | Bifurcation |
| ------------------- | --- | ----------- |
|                     | Murcie - Carthagène - Almeria Alicante - Campello Alcoy - Benidorm Valence Albacete - Madrid A-31    | A-7 AP-7    |
| 01                  | Elche Est - Elche-Avendia de La Unesco Université Miguel Hernández - Urbanisation Buena Vista        |             |
| 02                  | Elche Nord - Elche-Avendia Bimil Lenaro Alicante - Aéroport d'Alicante - Parque Industrielle d'Elche | A-79        |
| 03                  | Elche Centre - Elche-Avendia d'Alacant Alicante - Aéroport d'Alicante - Parque Industrielle d'Elche  | N-340       |
|                     | Elche Sud - Elche-Avendia de Santa Pola Aspe - Crevillente                                           | N-340       |
|                     | Section en construction Elche Est - Elche Ouest                                                      | EL-20       |